# Prunus grayana
Prunus grayana (danh pháp đồng nghĩa: Padus grayana hay Prunus padus var. japonica), còn được gọi thông dụng là anh đào chim Nhật Bản hay anh đào chim Gray, là một loài đặc hữu của Nhật Bản và Trung Quốc.
Loài này được Friedrich Anton Wilhelm Miquel mô tả năm 1864 theo danh pháp Prunus padus var. japonica, dựa trên mẫu vật được Philipp Franz von Siebold thu thập. Sau đó, Karl Maximovich đã tách nó ra thành một loài riêng biệt, và đặt tên nó là Prunus grayana vào năm 1883 theo tên Asa Gray (1810-1888).

## Mô tả
P. grayana là một cây bụi nhỏ, rụng lá theo mùa, thường mọc ở độ cao khoảng 1.000 - 3.800 m trong vùng khí hậu ôn đới. Cây có thể cao từ 8 đến 20 m, ưa nắng mặt trời và đất ẩm nhưng phải dễ thoát nước. Thân cây mảnh mai với lớp vỏ màu nâu hoặc nâu tím, bề mặt có các lỗ khí màu nâu, tỏa mùi hương nồng khi bị cắt. Lá thuôn dài hình trứng, dài 4 - 10 cm và rộng 1,8 - 4,5 cm, có răng cưa dọc hai bên mép lá. Hoa mọc thành cụm, với cuống dài khoảng 5 - 8 cm, mỗi hoa có đường kính khoảng 7 - 10 mm, 5 cánh hoa màu trắng muốt, là hoa lưỡng tính, thường mọc sau lá vào giữa mùa xuân. Quả hạch nhỏ, đường kính khoảng 8 mm, chuyển từ màu xanh sang đỏ, cuối cùng là đen khi chín hoàn toàn vào giữa mùa hè.
P. grayana gần giống với Prunus padus (anh đào chim, hackberry), điểm khác biệt giữa chúng là răng cưa trên lá của P. grayana nhọn hơn so với P. padus, và vòi nhụy dài hơn của P. padus.

## Sử dụng
Quả của P. grayana ăn được, được chế biến thành món ăn ở Nhật Bản, gọi là Anningo. Vỏ và rễ là nguyên liệu tạo màu xanh lá trong thuốc nhuộm. Gỗ cứng và được dùng để đóng tủ.